# Brezovica (okres Tvrdošín)
Brezovica (polsky Brzozowica) je obec na Slovensku v okrese Tvrdošín, na úpatí Skorušinských vrchů, směrem na jih od Trstené. V roce 2013 zde žilo 1 303 obyvatel. Název obce je odvozen od břízy.

## Symboly obce
Ve znaku obce je bříza na návrší, z obou stran při pni po jednom květu a dvěma hvězdami po obou stranách na úrovni vrcholu koruny stromu.

## Dějiny
Brezovica byla založena podle valašského práva Valachů patřících k oravskému panství. Zakládací listinu vydal v roce 1580 Stanislav Thurzo (1576–1625) šoltysi Alexandrovi Walaskovi jako náhradu za klučení a obrábění pozemků pro zemědělství. Obec byla v roce 1683 vypálena a v roce 1690 zcela zruinovaná litevskými vojsky. V roce 1695 byla zahájena rekatolizace obce. Do doby Marie Terezie obec spravovali dědiční šoltysi, později voleni rychtáři. Konečné poměry mezi starousedlíky a oravským panstvím byly upraveny urbářskou dohodou z roku 1870.

## Obyvatelstvo
Obyvatelstvo tvoří od samých počátků lidé slovenského původu, mluvící typickým hornooravským nářečím.